# Miagrammopes luederwaldti
Miagrammopes luederwaldti is een spinnensoort in de taxonomische indeling van de wielwebkaardespinnen (Uloboridae).
Het dier behoort tot het geslacht Miagrammopes. De wetenschappelijke naam van de soort werd voor het eerst geldig gepubliceerd in 1925 door Cândido Firmino de Mello-Leitão.